# SJ R (II)
Die schwedische Dampflokomotivtype SJ R (II) war eine Lokomotive für den schweren Güterverkehr für den Einsatz auf der Erzbahn (schwedisch Malmbanan) Kiruna–Riksgränsen–Narvik in Norrland.

## Geschichte
Für die Beförderung der Erzzüge auf dem schwedischen Abschnitt wurden ab 1902 die Lokomotiven der Baureihe Ma eingesetzt. Da jedoch die Zuggewichte ständig stiegen und Norges Statsbaner (NSB) stärkere Lokomotiven beschafften, mit denen die Leerwagen von Narvik nach Riksgränsen befördert wurden, mussten in Schweden diese Züge ab Abisko mit Schublokomotiven versehen werden.
Um den Schubbetrieb zu vermeiden, wurden 1908 zwei stärkere Lokomotiven der Baureihe R (II) von Motala Verkstad gekauft. 1909 folgten weitere drei Lokomotiven von Nydqvist och Holm. Eine weitere Beschaffung unterblieb, da die Elektrifizierung der Erzbahn bereits beschlossen war. Die Lokomotiven mit fünf Kuppelachsen waren die stärksten Dampflokomotiven Schwedens.
Ab 1914 wurde die Erzbahn elektrifiziert und ab der Fertigstellung 1922 wurde auf der gesamten Strecke mit elektrischen Lokomotiven gefahren. Ab diesem Zeitpunkt waren die Dampflokomotiven überflüssig und zur Norra stambana versetzt.

## GDJ R3 69 und 70
Die zwei Lokomotiven R 974 und R 975 wurden 1935 an die Gävle–Dala Järnvägar verkauft.
R3 69 wurde 1946 abgestellt und 1948 verschrottet.
R3 70 wurde 1948 wieder an SJ zurückgegeben und von Boden aus eingesetzt. 1960 wurde sie als Bereitschaftslokomotive (schwedisch Beredskapslok) bestimmt und 1961 in Falun hinterstellt. 1963 wurde sie gegen die Lokomotive DSB E 964, die ursprüngliche SJ F 1200, die heute Museumslokomotive ist, getauscht. R3 70 wurde 1963 in Glostrup verschrottet.

## Letzte Einsätze und Verbleib
Die letzten planmäßigen Einsätze der Lokomotiven erfolgten 1961/62 mit Kalkzügen zwischen Rättvik und Falun.
R 977 wurde 1960 in Boden als Bereitschaftslok hinterstellt und 1962 nach Falun überführt. Sie wurde 1973 ebenso wie R 978 ausgemustert.
R 976 kam nach der Ausmusterung 1973 in den Bestand des schwedischen Eisenbahnmuseums. 1978 war sie noch in Falun, 2006 im Museumsgelände in Gävle.